# أبو شجاع الأصفهاني
أحمد بن الحسين الأصفهاني القاضي أبي شجاع الشافعي هو شهاب الدين أحمد ابن الحسين بن أحمد الطيب الاصفهانى فقيه من علماء الشافعية، اختلف في مولده ووفاته، وذكر تلميذه أبو طاهر السِلفي أن شيخه أبا شجاع وُلدَ بالبصرة سنة 433 هـ، درس أبو شجاع المذهب الشافعي ما يزيد على أربعين سنة في مدارس البصرة، وقد انتقل آخر حياته إلى المدينة المنورة وعمل في خدمة الحرم النبوي حتى توفي بعد عام 500 هـ بمدة، وهو صاحب كتاب متن الغاية والتقريب في الفقه الشافعي المعروف بمتن أبي شجاع.